# Tarachauka
Tarachauka (biał. Тарахаўка; ros. Тараховка, Tarachowka; pol. hist. Tarachówka) – wieś na Białorusi, w obwodzie homelskim, w rejonie kormańskim, w sielsowiecie Barsuki, nad Dobryczem.

## Historia
W XIX i w początkach XX w. wieś i majątek ziemski nazywany Tarachówka lub Młynek, należący do Słuczanowskich. Położona była wówczas w Rosji, w guberni mohylewskiej, w powiecie rohaczewskim, w gminie Korma. Następnie w granicach Związku Sowieckiego. Od 1991 w niepodległej Białorusi.